# フェルナン・サンシェス・デ・ポルトゥガル
フェルナン・サンシェス・デ・ポルトゥガル（ポルトガル語：Fernão Sanches de Portugal, 1289/90年 - 1329年6月）は、ポルトガル王ディニス1世の庶子。

## 生涯
フェルナン・サンシェスの名前は、1290年2月6日付の寄進状に初めて確認される。1298年、フェルナン・サンシェスは異母兄弟のペドロ・アフォンソやアフォンソ・サンシェスとともに王妃イサベルの護衛に引き渡され、ジョアン・シマン・デ・ウローが師となった。
父ディニス1世は1290年から1306年の間にいくつかの領地や村（ボラーリャ、カルボエイロ、クラスト、ファルガローザ、モンテ・デ・レカルダエス、レカルダエス、ヴァルゼア・レドンダ、ポヴォア・デ・レンド、ヴァルマイオールおよびフェルゴソ）を彼に与え、1315年にフェルナン・サンシェスはミランダ・ド・コルヴォのヴィラ・ノヴァを手に入れた。
フェルナン・サンシェスは恐らく1315年にジョアン・ロドリゲス・デ・ブリテイロスとギオマール・ギルの娘フルイレ・アネスと結婚したが、子供は生まれなかった。